# Onafhankelijke Nederlandse Schippersvakbond
De vereniging Onafhankelijke Nederlandse Schippersvakbond (ONS), gevestigd te Rotterdam, was een vakbond van binnenvaartschippers gericht op het behartigen van hun sociaal economische belangen ten behoeve van een optimale beroepsuitoefening in het vrachtvervoer te water. De bond bestond van 1975 tot 2011.

## Geschiedenis
De ONS werd opgericht op 24 mei 1975 wegens de dreigende afschaffing van de Evenredige Vrachtverdeling (EV). Dat was een systeem waarbij de verladers voor de binnenvaart verplicht waren om hun vracht via een van de negentien regionale schippersbeurzen aan te bieden tegen door de overheid vastgestelde minimumtarieven. De EV was in 1933 bij wet ingevoerd en bedoeld als tijdelijke maatregel tijdens de crisis van de jaren 30 om het gekrompen vrachtaanbod eerlijk te verdelen over de binnenvaartschippers. In 1975 was er in Nederland en Duitsland sprake van een recessie ten gevolge van de in oktober 1973 begonnen eerste oliecrisis - en daarmee van een afname van het ladingaanbod, dus het afschaffen van de EV kwam de schippers niet goed uit.
De binnenvaartschippers waren verenigd in verschillende bonden en hun onvrede was zo groot dat er kort na de oprichting van de ONS gemeenschappelijk een grote blokkade werd georganiseerd door een deel van de binnenvaartvloot in de belangrijkste binnenwateren. De acties hadden succes en de EV bleef bestaan.
De ONS noemde zich 'onafhankelijk' vanwege het ontbreken van een relatie met politiek of bedrijfsleven. Het bestuur van de bond bestond uitsluitend uit binnenvaartschippers. En hoewel het behoudt van de EV niet het enige strijdpunt was van de ONS was het wel een van de tegenstellingen met andere binnenvaartbonden. Ook was de actiebereidheid van de leden hoger dan die bij de andere bonden en er werd ook in de jaren na 1975 nog regelmatig naar de methode van vaarwegblokkade gegrepen. Ook als andere bonden die acties niet steunden. Een ander belangrijk strijdpunt van de ONS was het bereiken van sloopregelingen, waarbij schippers een vergoeding kregen als ze hun schip lieten slopen. Ook kwam er een "oud voor nieuw"-regeling, waarbij een nieuw schip pas in gebruik kon worden genomen als er een vergelijkbaar tonnage aan scheepscapaciteit van de markt werd gehaald. Dit alles om de overcapaciteit te verminderen of tenminste niet te laten oplopen.
De EV werd in Nederland uiteindelijk toch afgeschaft. Dat gebeurde formeel per 1 november 1998 en op vrijdag 27 november 1998 sloten ook de schippersbeurzen hun deuren. In hetzelfde jaar werd ook het Kantoor Binnenvaart opgericht als uitvoeringsorganisatie van een aantal schippersbonden waaronder de ONS. Na de economische crisis van 2008 - waar de binnenvaart opnieuw van te lijden had - volgde in 2011 de oprichting van de Binnenvaart Branch Unie (BBU). De ONS werd opgeheven per 15 september 2012 ten gunste van de totstandkoming van de BBU. Twee jaar later werd de BBU opgevolgd door de Binnenvaart Logistiek Nederland (BLN), tegenwoordig de Koninklijke BLN-Schuttevaer. Hierin is elke schipper met één stem vertegenwoordigd ongeacht van welke bond men lid is.
Archiefmateriaal van de ONS komt beschikbaar in de bibliotheek van het Maritiem Museum Rotterdam.